# M116榴彈炮
M116榴彈炮（M116 howitzer(1962年改名)、75mm Pack Howitzer M1、75mm Pack Howitzer M1A1、七五山炮）在第二次世界大戰時被稱為「M1A1榴彈炮」，由於它可以被拆開成為6個部份分別運送故也被歸類為山炮，而且由於它可以被拆開運送而受到美軍傘兵部隊重用，因為它可以在拆開後用運輸機空投，然後在地面上組合後投入戰鬥。

## 基本資料
- 口徑:75毫米
- 炮管長:1.5米
- 炮身重:653公斤
- 方向射界:左右各3度
- 高低射界:-5度至+45度
- 炮彈初速:213米/秒
- 最遠射程:8.8公里

M1A1榴彈砲按使用的砲架不同可稱為山砲或榴彈砲。使用M1木輪或M8橡膠輪單腳砲架者稱為山砲，使用M3A2或M3A3橡膠輪雙腳可開腳砲架者稱為榴彈砲。

## 實戰

### 中國戰場

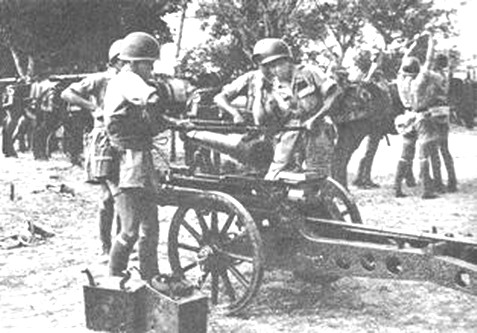
中國遠征軍炮兵正在組裝M116榴彈炮

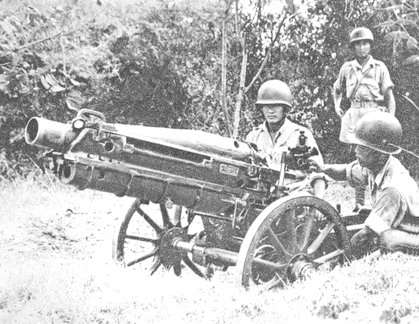
中國遠征軍炮兵於滇緬路上使用M116榴彈炮炮轟日軍

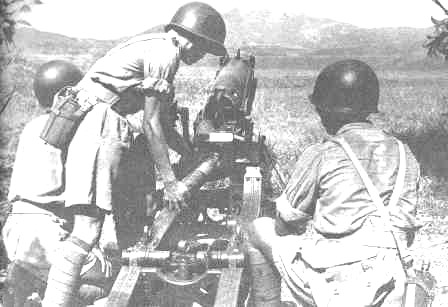
中國遠征軍炮兵於滇西戰場使用M116榴彈炮炮轟日軍

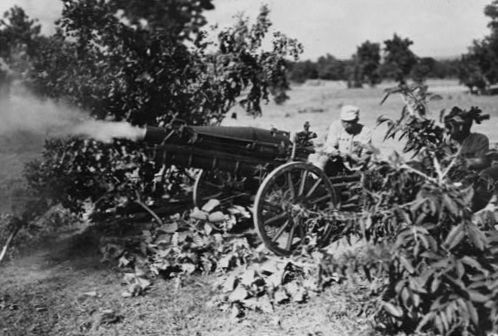
中國遠征軍炮兵於緬北戰場使用M116榴彈炮對日軍進行炮轟

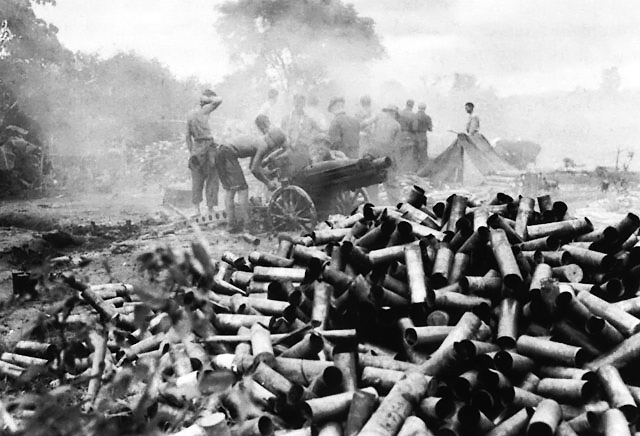
中國遠征軍炮兵於密支那戰役使用M116榴彈炮進行火力支援

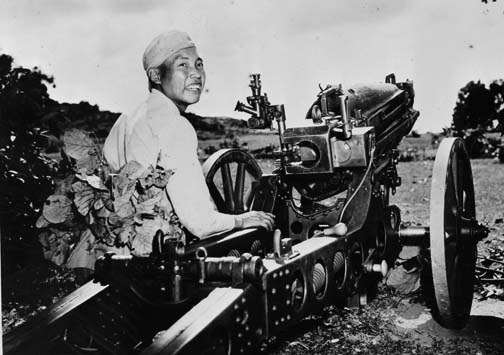
中國遠征軍炮兵不停用M116榴彈炮向日軍炮轟，迫使他們退入瓦魯班

中國國軍通過租借法案獲得M1A1榴彈炮，稱為75山砲，主要裝備遠征軍和駐印軍，在滇西和中緬印戰區皆有出戰，目前已退役。
國軍接收的型號多是供騾馬等畜力挽曳使用的M1木輪砲架，而美軍使用的大多是配備膠輪，供機械化車輛拖曳的M8砲架。

## 使用國家
- 美国（生產國）
- 中華民國
- 中华人民共和国（国共内战中繳獲自中華民國國軍，并在朝鲜战争中使用。）
- 英国
- 南斯拉夫
- 波蘭